# Artmade
Artmade bildades 2000 och har släppt åtta album med eget material. Fram till idag har bandet en total försäljning på cirka 6000 CD-skivor och Artmades musik streamas ca 5000 gånger i månaden (Spotify bland andra).Bandet har samarbeten med ett antal företag som bidrar till att promota musiken och boka bandet för spelningar - i Tyskland finns det ett samarbete med BENDIT Entertainment, i Storbritannien med DEUCE Management and Promotion och även med Audiosocket i USA som har sålt Artmades musik till bland annat HTC, LEGO, Hot Wheels, Discovery Channel, Travel Channel och Nikelodeon . 
Artmade låg tidigare under skivbolaget KTOWN Records men är idag signade till ett eget bolag som heter Fools Parade Production, ägt av Artmades manager Carl Bruce och Artmades trummis Jon Möller.

## Medlemmar
- Jon Möller – trummor
- Per Trobäck – akustisk gitarr
- Axel Paulsson – elbas
- Love Melander – sång, elgitarr

## Diskografi

### CD
- Homemade
- Let life amuse
- Does a one legged duck swim in circles
- Counting sheep (2004)
- Complicated candydates (2005)
- We don't make the rules, we just win (2006)
- Live på Modesto Garden (2007)
- 1614 (2008)'
- 1614 Live (2008)
- This was us when you were young (2011)
- Artmade (2013)
- Close to Shame (2023)

### Singlar
- Here we are
- Breathe
- Ghost
- Bombs Away
- Mary J
- Follow
- Never Again
- Letting You Go (Slowface Remix)
- Close to Shame